# Ушарбай
Ушарба́й (рос. Ушарбай) — село у складі Могойтуйського району Забайкальського краю, Росія. Адміністративний центр Ушарбайське сільського поселення.

## Населення
Населення — 1114 осіб (2010; 1164 у 2002).
Національний склад (станом на 2002 рік):
- буряти — 94 %